# 赫比格Ae/Be星
赫比格Ae/Be星是主序前星 – 光譜類型為A和B的年輕恆星 (<1,000萬年)。它們依然被埋在氣體的外殼內，並且也許還被拱星盤環繞著，在光譜中可以觀察到氫和鈣的發射譜線。它們的質量在2-8太陽質量，依然在恆星形成的階段(重力收縮)，並且即將成為主序星(也就是說在核心尚未開始燃燒氫)。在赫羅圖上，這些恆星依然在主序帶的右邊。它們是以美國天文學家喬治·赫比格命名的恆星，因為他在1960年就注意到這種天體。喬治·赫比格原先用來分辨的準則是：
- 光譜類型早於F0(為了排除金牛T星)。
- 在光譜中有巴耳末發射譜線 (為了與金牛T星相似)。
- 投影的位置在黑暗的星際雲內(為了選擇出鄰近恆星誕生地區，真正年輕的恆星)。
- 照亮了附近明亮的反射星雲(為了保證與恆星形成區域有實質上的聯繫)。

現在知道有些孤獨的赫比格Ae/Be星(也就是說與暗星雲或星雲沒有關聯)，因此現在真正可靠的標準是：
- 光譜類型早於F0。
- 在光譜中有巴耳末發射譜線。
- 由於有星周塵(為了與傳統的有自由態間發射的Be星有所區別)，因此有多餘的紅外線輻射(與一般的恆星比較)。.

有時候赫比格Ae/Be星會出現值得注意的光度變化，它們被認為是在拱星盤內有簇聚(原行星和微星)。在光度最低的階段，恆星的輻射會偏藍和線性偏極化(當簇聚遮蔽直射的星光，來自盤面的散射光就會相對的增加 － 這與我們的天空呈現藍色的效應相同)。 
在低質量的範圍(<2太陽質量)，也有光譜為F、G、K或M，類似赫比格Ae/Be星的主序前星，稱為金牛T星。質量更大(>8太陽質量)的主序前星，因為演化的非常快速，所以未曾被發現過：當它們能用可見光觀測時(也就是說拱星盤中的氣體和塵埃已經消散)，在核心的氫已經開始燃燒，所以它們已經成為主序星了。